# Erin McCarley
Erin Elizabeth McCarley (nasceu em 8 de janeiro de 1979 em Garland, Texas) é uma cantora americana de rock alternativo. McCarley estudou na Universidade Baylor e mora atualmente em Nashville, Tennessee. Ela tem sido comparada à Sara Bareilles, Regina Spektor e Sheryl Crow.  Erin deu seguimento ao álbum Love, Save the Empty, de 2009, em 28 de agosto de 2012, com My Stadium Electric.

## Biografia

### Influências
Perto do topo da lista dos artista favoritos de McCarley estão nomes como Fiona Apple, Patty Griffin e Greg Laswell (o último com quem co-escreveu “Bobblehead”).

### Começo da carreira musical
McCarley frequentemente chama Nashville de lar, mas ela teve sua cultura musical dela formada em San Diego, onde ela mudou-se depois da faculdade em busca de uma vida que de não fazer música neste centro. Isso foi durante esta "luta" que McCarley encontrou o produtor musical, Jamie Kenney (um parceiro raro com que ela se sentia cem por cento confortável), e os dois começam a aprimorar as canções que tornariam-se o álbum Love, Save the Empty.

### Love, Save the Empty
Em 2008, McCarley viajou para o festival anual SxSW onde ela foi descoberta pela gravadora dela, a Universal Republic Records. O álbum Love, Save the Empty, foi lançado digitalmente em 30 de dezembro de 2008 via iTunes estreando na posição #86 no gráfico da Billboard 200. Um álbum físico seguiu em 6 de janeiro de 2009. O primeiro single do álbum, "Pony (It's OK)" foi o Single da Semana do iTunes pela primeira semana de 2009.
Durante 2008, ela fez parte do "Hotel Café Tour" tocando em todo os Estados Unidos, e também se apresentou em 2008 no festival SxSW. Ela fez também parte da turnê "Ten Out of Tenn" no inverno de 2008 para 2009.
Erin passou 2009 nas estradas com vários músicos, incluindo Brett Dennen, James Morrison, Paolo Nutini e Mat Kearney. Em maio de 2013, ela performou a canção "Re-arrange Again" com K.S. Rhoads no Oslo Freedom Forum em Oslo capital da Noruega.

### My Stadium Electric
Em 28 de agosto de 2012, o segundo álbum de McCarley, My Stadium Electric, foi lançado exclusivamente para o iTunes. "Amber Waves" foi promovido como o Single da Semana do  iTunes.

## Discografia

### Álbuns
- Love, Save the Empty - 6 de janeiro de 2009 (iTunes, 30 de dezembro de 2008)

| N.º | Título                  | Duração |  |
| 1.  | "Pony (It's OK)"        |         |  |
| 2.  | "Blue Suitcase"         |         |  |
| 3.  | "Sticky-Sweet"          |         |  |
| 4.  | "Lovesick Mistake"      |         |  |
| 5.  | "Love, Save the Empty"  |         |  |
| 6.  | "It's Not That Easy"    |         |  |
| 7.  | "Hello/Goodbye"         |         |  |
| 8.  | "Pitter-Pat"            |         |  |
| 9.  | "SleepWalking"          |         |  |
| 10. | "Bobble Head"           |         |  |
| 11. | "Gotta Figure This Out" |         |  |

- My Stadium Electric - 4 de setembro de 2012 (iTunes, 28 de agosto de 2012)

| N.º            | Título                        | Duração |  |
| 1.             | "Elevator"                    | 3:33    |  |
| 2.             | "You're Not That Someone"     | 3:22    |  |
| 3.             | "What I Needed"               | 3:38    |  |
| 4.             | "Pop Gun"                     | 2:45    |  |
| 5.             | "Vertigo"                     | 3:17    |  |
| 6.             | "Re-Arrange Again"            | 4:04    |  |
| 7.             | "Fever"                       | 3:32    |  |
| 8.             | "There's No Holding You Down" | 3:29    |  |
| 9.             | "Survey"                      | 3:45    |  |
| 10.            | "Amber Waves"                 | 4:14    |  |
| 11.            | "Just Another Day"            | 3:03    |  |
| 12.            | "Hush Hush"                   | 3:47    |  |
| Duração total: | Duração total:                | 42:29   |  |

### Singles
- 2008: "Pony (It's OK)"
- 2009: "Love, Save the Empty"
- 2009: "Pitter-Pat"
- 2010: "In My Veins Feat. Andrew Belle" (álbum The Ladder Andrew) em fevereiro de 2010
- 2010: "Every Subway Car Feat Barenaked Ladies" (álbum All in Good Time de Barenaked)  em março de 2010
- 2012: "Amber Waves"

### Aparições como convidada
- Trent Dabbs - Off We Go  (Transition, Ready. Set. Records! | 6 de agosto de 2010)
- Joshua Radin – They Bring Me To You (Simple Times, Mom & Pop Music Co. | 9 de setembro de 2008)

### Videoclipes
- "Love, Save the Empty"

### Compilações
- 2008: Ten Out of Tenn Vol. 2 – “Pony (It’s Ok)”
- 2008: Ten Out of Tenn Christmas - "Little Drummer Boy"
- 2009: He's Just Not That Into You – “Love, Save the Empty”
- 2009: Post Grad - “Pony (It’s Ok)”

Nota

## Apresentações em televisão
- Late Show with David Letterman - 6 de janeiro de 2009
- The Tonight Show with Jay Leno - 12 de fevereiro de 2009
- The Late Late Show with Craig Ferguson - 29 de maio de 2009 e 20 de abril de 2010